# Nicki Collen
Nicki Taggart, coniugata Collen (13 maggio 1975), è un'ex cestista e allenatrice di pallacanestro statunitense, professionista nella WNBA.

## Palmarès
- WNBA Coach of the Year (2018)